# TFF 1. Lig 2022-2023
La TFF 1. Lig 2022-2023 è la 22ª edizione della TFF 1. Lig, la seconda serie del campionato turco di calcio. Il campionato è iniziato il 5 agosto 2022 con la prima giornata e si concluderà il 14 maggio 2023 con la finale dei play-off per la promozione.

## Stagione

### Novità
Dalla TFF 1. Lig 2021-2022 sono stati promossi in Süper Lig l'Ankaragücü, l'Ümraniyespor e l'İstanbulspor. Dalla Süper Lig 2021-2022 sono retrocessi il Çaykur Rizespor, l'Altay, il Göztepe e lo Yeni Malatyaspor. Dalla TFF 2. Lig 2021-2022 sono stati promossi il Bodrumspor, il Pendikspor e il Sakaryaspor.

### Formula
Le 18 squadre partecipanti si affrontano in un girone all'italiana con doppie partite di andata e ritorno, per un totale di 34 giornate. Le prime due classificate sono promosse direttamente in Süper Lig. Le squadre classificate dal terzo al sesto posto si affrontano nei play-off promozione e la squadra vincitrice viene promossa in Süper Lig. Le ultime tre classificate sono retrocesse in TFF 2. Lig.

## Squadre partecipanti
| Squadra          | Città                  | Stadio                          | Stagione precedente                  |
| ---------------- | ---------------------- | ------------------------------- | ------------------------------------ |
| Adanaspor        | Adana                  | Adana 5 Ocak Stadyumu           | 15º in TFF 1. Lig                    |
| Altay            | Smirne (Alsancak)      | Mustafa Denizli di Alsancak     | 18º in Süper Lig                     |
| Altınordu        | Smirne (Alsancak)      | Mustafa Denizli di Alsancak     | 14º in TFF 1. Lig                    |
| Bandırmaspor     | Bandirma               | Stadio 17 settembre di Bandirma | 3º in TFF 1. Lig                     |
| Bodrumspor       | Bodrum                 | Bodrum İlçe Stadium             | 3º in TFF 2. Lig e vincitore playoff |
| Boluspor         | Bolu                   | Bolu Atatürk Stadyumu           | 8º in TFF 1. Lig                     |
| Çaykur Rizespor  | Rize                   | Stadio Çaykur Didi              | 17º in Süper Lig                     |
| Denizlispor      | Denizli                | Stadio Atatürk                  | 11º in TFF 1. Lig                    |
| Erzurumspor      | Erzurum                | Stadio Kâzım Karabekir          | 5º in TFF 1. Lig                     |
| Eyüpspor         | Istanbul (Eyüp)        | Stadio Eyüp                     | 6º in TFF 1. Lig                     |
| Gençlerbirliği   | Ankara (Yenimahalle)   | Stadio Eryaman                  | 13º in TFF 1. Lig                    |
| Göztepe          | Smirne (Konak-Göztepe) | Necmi Kadıoğlu Stadyumu         | 19º in Süper Lig                     |
| Keçiörengücü     | Ankara (Keçiören)      | Stadio Aktepe                   | 12º in TFF 1. Lig                    |
| Manisa           | Manisa                 | Stadio 19 maggio                | 9º in TFF 1. Lig                     |
| Pendikspor       | Istanbul (Pendik)      | Stadio Pendik                   | 1º nel gruppo bianco di TFF 2. Lig   |
| Sakaryaspor      | Adapazarı              | Stadio Nuovo di Sakarya         | 1º nel gruppo rosso di TFF 2. Lig    |
| Samsunspor       | Samsun                 | Stadio 19 maggio                | 7º in TFF 1. Lig                     |
| Tuzlaspor        | Istanbul (Tuzla)       | Stadio Municipale               | 10º in TFF 1. Lig                    |
| Yeni Malatyaspor | Malatya                | Stadio nuovo di Malatya         | 20º in Süper Lig                     |

## Classifica finale
|  | Pos. | Squadra          | Pt | G  | V  | N  | P  | GF | GS | DR  |
|  | ---- | ---------------- | -- | -- | -- | -- | -- | -- | -- | --- |
|  | 1.   | Samsunspor       | 78 | 36 | 23 | 9  | 4  | 70 | 26 | +44 |
|  | 2.   | Çaykur Rizespor  | 68 | 36 | 18 | 14 | 4  | 64 | 35 | +29 |
|  | 3.   | Pendikspor       | 67 | 36 | 19 | 10 | 7  | 65 | 36 | +29 |
|  | 4.   | Bodrumspor       | 62 | 36 | 18 | 8  | 10 | 55 | 34 | +21 |
|  | 5.   | Sakaryaspor      | 62 | 36 | 20 | 2  | 14 | 59 | 47 | +12 |
|  | 6.   | Eyüpspor         | 62 | 36 | 18 | 8  | 10 | 40 | 30 | +10 |
|  | 7.   | Göztepe          | 60 | 36 | 17 | 9  | 10 | 45 | 31 | +14 |
|  | 8.   | Manisa           | 56 | 36 | 15 | 11 | 10 | 53 | 47 | +6  |
|  | 9.   | Keçiörengücü     | 56 | 36 | 16 | 8  | 12 | 59 | 47 | +12 |
|  | 10.  | Bandırmaspor     | 55 | 36 | 15 | 10 | 11 | 55 | 58 | -3  |
|  | 11.  | Boluspor         | 52 | 36 | 14 | 10 | 12 | 44 | 46 | -2  |
|  | 12.  | Altay            | 40 | 36 | 11 | 10 | 15 | 45 | 48 | -3  |
|  | 13.  | Erzurumspor      | 39 | 36 | 11 | 9  | 16 | 43 | 48 | -5  |
|  | 14.  | Tuzlaspor        | 38 | 36 | 11 | 5  | 20 | 42 | 52 | -10 |
|  | 15.  | Gençlerbirliği   | 38 | 36 | 10 | 8  | 18 | 46 | 55 | -9  |
|  | 16.  | Altınordu        | 35 | 36 | 9  | 8  | 19 | 41 | 57 | -16 |
|  | 17.  | Adanaspor        | 25 | 36 | 6  | 7  | 23 | 32 | 76 | -44 |
|  | 18.  | Denizlispor      | 23 | 36 | 7  | 5  | 24 | 35 | 67 | -32 |
|  | 19.  | Yeni Malatyaspor | 16 | 36 | 4  | 7  | 25 | 22 | 81 | -59 |

Legenda:
      Promossa in Süper Lig 2023-2024
 Ammessa ai play-off
      Ammessa alla finale playoff
      Retrocessa in TFF 2. Lig 2023-2024
Note:
Tre punti a vittoria, uno a pareggio, zero a sconfitta.

## Play-off

### Tabellone
|  | Quarti di finale | Quarti di finale | Quarti di finale |  |  | Semifinali | Semifinali | Semifinali | Semifinali |   |  | Finale | Finale     | Finale |  |
|  |                  |                  |                  |  |  |            |            |            |            |   |  |        |            |        |  |
|  | 5                | Sakaryaspor      | 0                |  |  |            |            |            |            |   |  |        |            |        |  |
|  | 6                | Eyüpspor (dts)   | 1                |  |  | 6          | Eyüpspor   | 1          | 0          |   |  |        |            |        |  |
|  | 4                | Bodrumspor       | 3                |  |  | 4          | Bodrumspor | 0          | 2          |   |  |        |            |        |  |
|  | 7                | Göztepe          | 1                |  |  |            |            |            |            |   |  | 4      | Bodrumspor | 1      |  |
|  |                  |                  |                  |  |  |            |            | 3          | Pendikspor | 2 |  |        |            |        |  |

### Quarti di finale
|             | Risultati |          | Luogo e data              |
| ----------- | --------- | -------- | ------------------------- |
| Bodrumspor  | 3 - 1     | Göztepe  | Bodrum, 26 maggio 2023    |
| Sakaryaspor | 0 - 1     | Eyüpspor | Adapazarı, 26 maggio 2023 |

### Semifinali
|            | Risultati |            | Luogo e data             |
| ---------- | --------- | ---------- | ------------------------ |
| Eyüpspor   | 1 - 0     | Bodrumspor | Istanbul, 31 maggio 2023 |
| Bodrumspor | 2 - 0     | Eyüpspor   | Bodrum, 4 giugno 2023    |

### Finale
|            | Risultati |            | Luogo e data           |
| ---------- | --------- | ---------- | ---------------------- |
| Pendikspor | 2 - 1     | Bodrumspor | Akhisar, 8 giugno 2023 |
|            |           |            |                        |